# Caroline Matilda de Wales
Caroline Matilda a Marii Britanii (n. 11 iulie 1751 – d. 10 mai 1775) a fost soția regelui Christian al VII-lea al Danemarcei din 1766 până în 1772 și membru al familiei regale britanice.

## Primii ani
Caroline Matilda a fost cel mai mic copil al Frederick, Prinț de Wales și a Prințesei Augusta de Saxa-Gotha. Tatăl ei a murit brusc cu trei luni înainte de nașterea ei. S-a născut la Casa Leicester din Londra și a primit titlul de ASR Prințesa Caroline Matilda. Prințesa a fost botezată zece zile mai târziu de episcopul de Norwich, Thomas Hayter. Nașii ei au fost: fratele ei Prințul de Wales, mătușa paternă Prințesa Caroline și sora ei Prințesa Augusta. A fost crescută strict de mama ei departe de curtea engleză și a fost descrisă ca fiind naturală și neformală. Putea vorbi în italiană, franceză și germană și avea o voce frumoasă.

## Căsătorie
La vârsta de 15 ani, Caroline Matilda a părăsit Marea Britanie și a călătorit în Danemarca unde s-a căsătorit cu verișorul ei, Christian al VII-lea al Danemarcei. Nunta a avut loc la 8 noiembrie 1766 la Palatul Christiansborg din Copenhaga. Fratele ei mai mare, regele George al III-lea, era preocupat în legătură cu căsătoria, chiar dacă el nu a fost pe deplin conștient de faptul că mirele era bolnav mintal.
Caroline Matilda a avut doi copii, ambii recunoscuți oficial de Christian al VII-lea.
- Frederic al VI-lea al Danemarcei (1768–1839)
- Prințesa Louise Auguste a Danemarcei (1771–1843)

Caroline Matilda a avut un mariaj nefericit cu regele care era afectat de boala sa.

## Regină

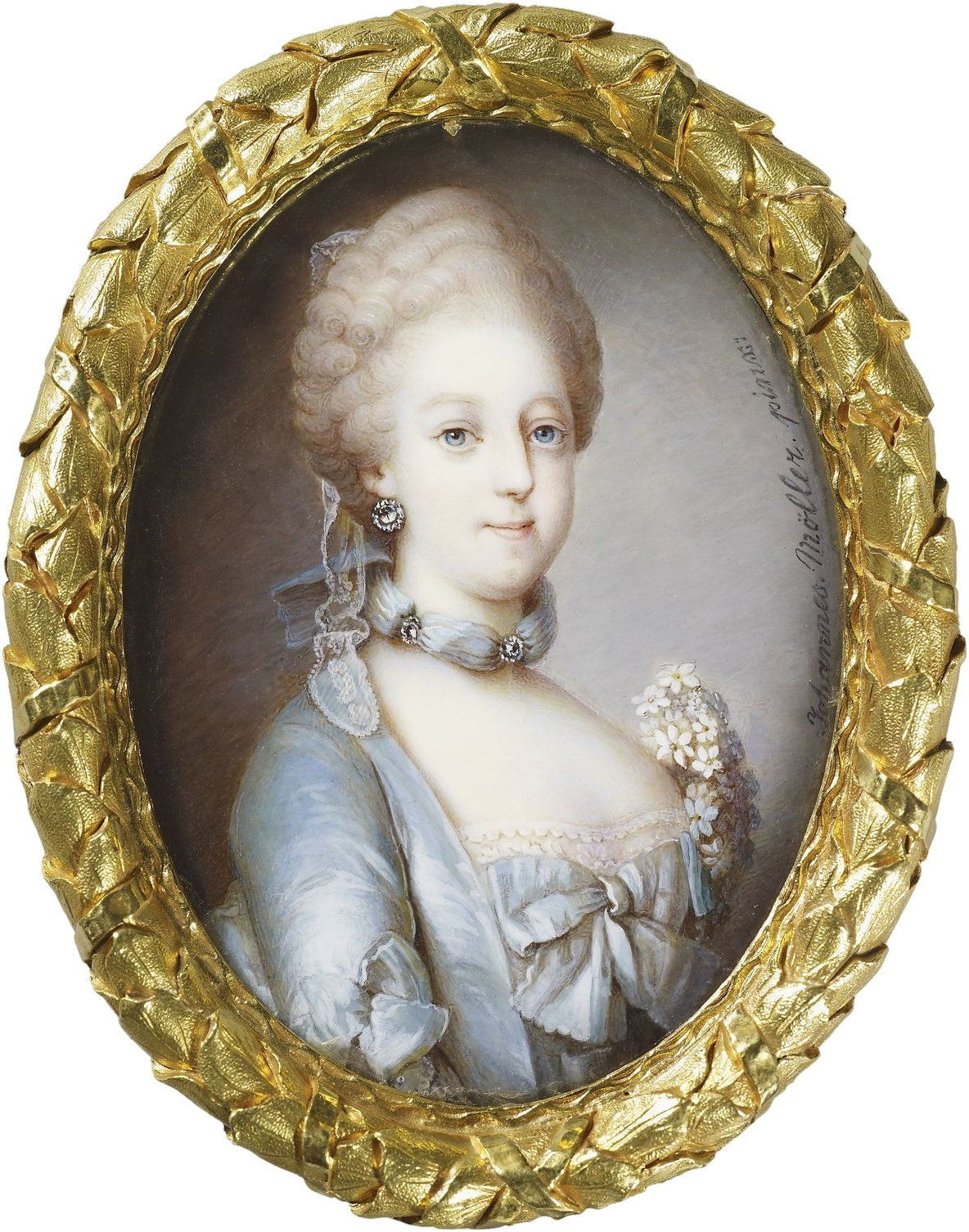
Caroline Matilda, portret de Johannes Heinrich Ludwig Möller.

Deși nu a fost o frumusețe, a fost considerată atractivă. Personalitatea ei naturală nu a fost populară la curtea daneză. A fost apropiată de doamna ei de onoare, Louise von Plessen, care era privită de prietenii regelui ca imorală și a acționat pentru a o izola pe Caroline Matilda de soțul ei. Acest lucru n-a fost greu de realizat deoarece soțul ei n-o plăcea; au existat zvonuri despre homosexualitatea regelui Danemarcei.
Regele danez a fost convins să consume căsătoria de dragul succesiunii. După nașterea fiului său, și-a îndreptat atenția spre curtezana Støvlet-Cathrine cu care a vizitat bordeluri din Copenhaga. Caroline Matilda a avut o căsnicie nefericită, a fost neglijată și disprețuită de soțul ei. Când Plessen a fost exilată de la curte în 1768, ea și-a pierdut cea mai apropiată confidentă, lăsând-o și mai izolată.
În mai 1768 Christian al VII-lea a început un lung tur al Europei inclusiv Altona, Paris și Londra. Îm timpul absenței sale, Caroline Matilda a trezit atenția prin plimbările sale din Copenhaga; acest lucru era considerat scandalos, nobilele daneze mergeau numai cu trăsura în oraș. Caroline Matilda și-a petrecut vara la Castelul Frederiksborg cu copilul ei nou născut înainte de a reveni în toamnă la Copenhaga.
Regele a revenit în capitală la 12 ianuarie 1769 aducând cu sine pe Johann Friedrich Struensee ca medic regal, care mai târziu va deveni ministru. El l-a întâlnit pe Struensee la Altona la începutul călătoriei sale. Spre ușurarea consilierilor regali, Struensee s-a ocupat de instabilitatea regelui iar acesta a căpătat o mare încredere în el.

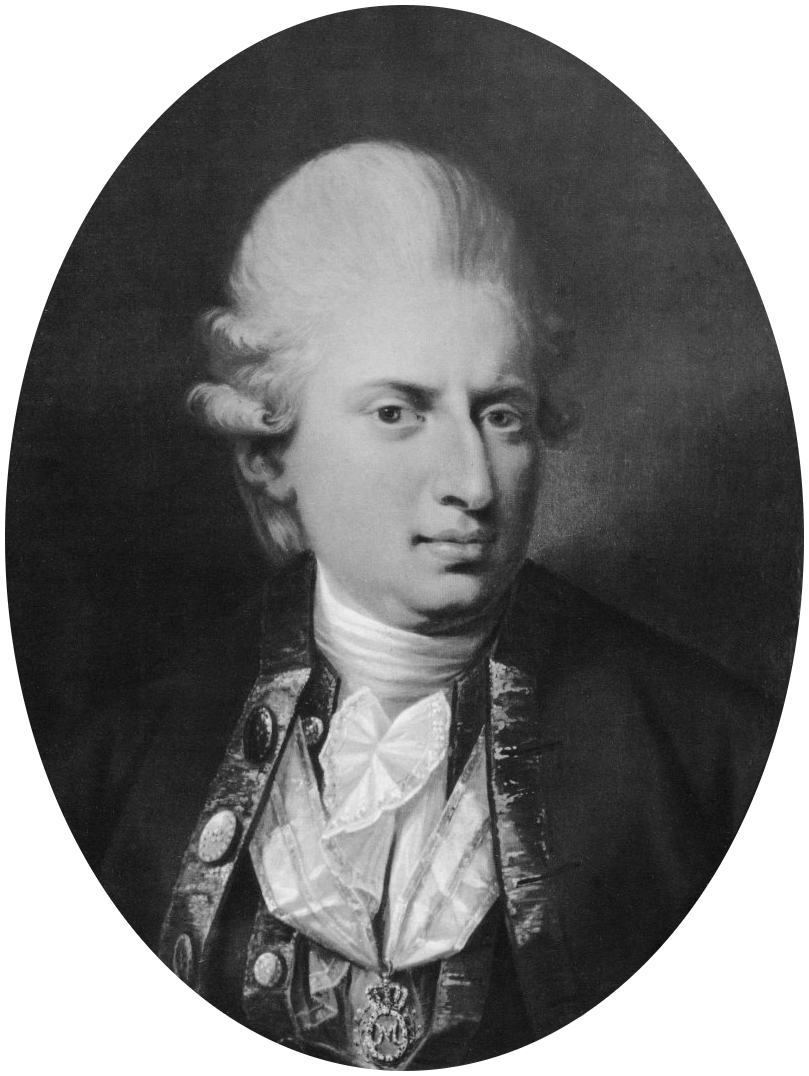
Johann Friedrich Struensee, portret de Jens Juel.

Struensee l-a încurajat pe rege să-și îmbunătățească relația cu Caroline Matilda, lucru care s-a și întâmplat. Regina a fost conștientă că aceste îmbunătățiri i se datorează lui Struensee și a devenit interesată de fermecătorul doctor. Afecțiunea față de tânărul doctor a crescut; în ianuarie 1770 el avea propriul dormitor în palatul regal, în primăvara anului 1770 el era amantul reginei. O vaccinare cu succes a prințul moștenitor a sporit și mai mult influența sa.
În 1770, regele a devenit tot mai izolat din cauza faptului că sănătatea lui mintală s-a deteriorat. Caroline Matilda, până acum ignorată la curte, a devenit centrul atenției curții regală și adepții ei s-au grupat în "Dronningens Parti". Susținut de noua ei poziție la curte, Struensee a domnit aproape ca un rege. La 15 septembrie 1770 regele l-a demis pe Bernstorff și două zile mai târziu, Struensee a devenit maître des requêtes (consilier privat), consolidându-și puterea și începând perioada de 16 luni, denumită "Timpul lui Struensee". Când, în cursul anului, regele s-a scufundat într-o stare de toropeală mintală, autoritatea lui Struensee a devenit capitală iar el a avut influență absolută pentru zece luni, între 20 martie 1771 și 16 ianuarie 1772.
În acest timp el a emis nu mai puțin de 1069 de ordine de cabinet, mai mult de trei pe zi. Din acest motiv a fost criticat. Alte critici ale lui Struensee s-au referit la faptul că nu a respectat obiceiurile tradiționale daneze și norvegiene, privindu-le ca niște prejudecăți și dorind să le elimine în favoarea unor principii abstracte.

De asemenea, relația lui Struensee cu regina nu a fost mai puțin ofensivă pentru o națiune care a venerat în mod tradițional casa regală de Oldenburg în timp ce regina își manifesta în mod deschis noua ei fericire. La aniversarea regelui din 1771 ea a fondat ordinul Mathilde-Ordenen.

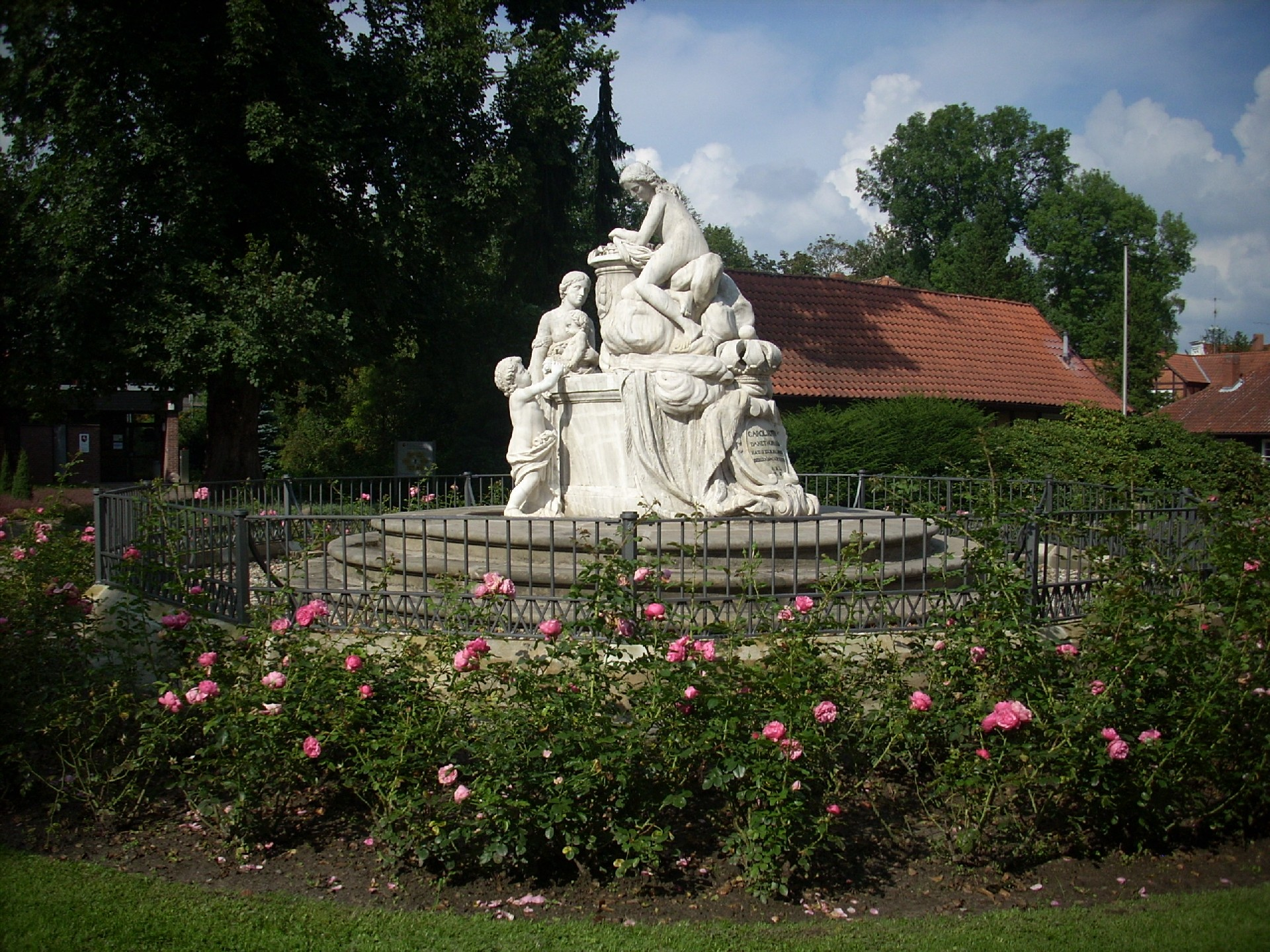
Monumentul din Celle.

La 7 iulie 1771, Caroline Matilda a născut al doilea copil, Prințesa Louise Auguste, al cărei tată, a fost aproape sigur Struensee. Acest lucru a fost considerat, de asemenea, scandalos. Fetița a fost numită “la petite Struensee”, până când a fost acceptată oficial prințesă.
Struensee și Caroline Matilda au fost arestați în noaptea de 16 spre 17 ianuarie 1772,  după un bal mascat la teatrul regal de la Castelul Christiansborg. Caroline Matilda a fost dusă la Castelul Kronborg pentru a-și aștepta judecata. I s-a permis să-și păstreze fiica lângă ea. Se crede că a fost presată sau manipulată să admită relația prin interogatoriu. Inițial ea a negat relația sperând că astfel se va salva.
Căsătoria dintre Caroline Matilda și Christian s-a încheiat prin divorț în aprilie 1772. După divorț, Struensee și complicele său Enevold Brandt au fost executați la 28 aprilie 1772.
La 28 mai 1772, Caroline Matilda a fost deportată la bordul unei fregate britanice la Celle, cu reședința la Castelul Celle de pe teritoriul german de Hanovra al fratelui ei. Nu și-a mai văzut niciodată copii. La Celle, ea a fost cunoscută pentru caritate ei față de copiii săraci și orfani. De asemenea, s-a reîntâlnit cu Louise von Plessen.
A murit brusc de scarlatină la Celle la 10 mai 1775 la vârsta de 23 de ani. A fost înmormântată la Stadtkirche St. Marien în Celle.

## Titluri și onoruri
- 11 iulie 1751 – 8 noiembrie 1766: Alteța Sa Regală Prințesa Caroline Matilda de Wales[2]
- 8 noiembrie 1766 – 6 aprilie 1772: Majestatea Sa Regină a Danemarcei și Norvegiei, Ducesă de Schleswig, Holstein, Stormarn și Dithmarschen, Contesă de Oldenburg și de Delmenhorst
- 6 aprilie 1772 - 10 mai 1775 Alteța Sa Regală Prințesa Caroline Matilda de Wales.

## Legături extrene
- Royal House of Great-Britain
- Royal House of Denmark
- Henry Churchyard "Royal Genealogies, Part 10" Arhivat în 30 august 2006, la Wayback Machine.

| Titluri regale                         | Titluri regale                | Titluri regale                         |
| -------------------------------------- | ----------------------------- | -------------------------------------- |
| Predecesor: Juliana Maria de Brunswick | Regină a Danemarcei 1766-1775 | Succesor: Marie Sophie de Hesse-Kassel |
| Predecesor: Juliana Maria de Brunswick | Regină a Norvegiei 1766-1775  | Succesor: Marie Sophie de Hesse-Kassel |